# Notfallpraxis
Als Notfallpraxis bezeichnet man in Deutschland eine Einrichtung der Kassenärzte, die außerhalb der normalen Dienstzeiten der niedergelassenen Arztpraxen in medizinischen Notfällen in größeren Städten als zentrale Arztpraxis mit wechselnder Arzt-Besetzung fungiert.

## Konzept
Die Kassenärzte haben neben Krankenhäusern grundsätzlich den Auftrag der Sicherstellung der medizinischen Versorgung. In den Zeiten außerhalb der Sprechstunden der niedergelassenen Ärzte ist daher flächendeckend ein Bereitschaftsdienst in einer eigens dafür eingerichteten Praxis („Notfallpraxis“) verfügbar. Die Räumlichkeiten befinden sich in der Regel an ausgewählten Krankenhausstandorten, wodurch z. B. auch die medizinischen Diagnoseeinrichtungen der Krankenhäuser direkter genutzt werden können.
Die solchermaßen geführten Praxen werden dann abwechselnd von den jeweils diensthabenden selbständigen Kassenärzten besetzt, die nun anders als früher den Notdienst dort an zentraler Stelle und nicht mehr in den eigenen Praxisräumen verrichten. Ziel dabei war auch die Schaffung einer zentralen Anlaufstelle, die den früheren jahrzehntelang wechselnd dezentral organisierten ärztlichen Bereitschaftsdienst damit grundlegend verändert hat.

## Bundesweite einheitliche Rufnummer
Seit Anfang 2012 können die Notfallpraxen auch über die bundesweit einheitliche Hotline "116 117" der Kassenärztlichen Vereinigung angerufen werden. Der Anruf ist kostenlos. In Planung ist zudem eine europaweite einheitliche Einführung der Rufnummer.

## Zeiten
Je nach Kapazität und Bedarf sind die Notfallpraxen allerdings regional zu unterschiedlichen Zeiten besetzt. Allen Praxen gemeinsam ist jedoch eine Öffnung nur nach regulärem Dienstschluss der selbständigen Ärzte. Dabei werden insbesondere die klassische Arztpraxisschließzeit am Mittwochnachmittag sowie die Samstage und die Sonn- und Feiertage abgedeckt. Besonders in Großstadtregionen sind weitere Abend-Öffnungszeiten an weiteren Wochentagen in der Regel zusätzlich vorzufinden. Anrufer außerhalb der Bereitschaftszeiten erhalten lediglich Hinweise auf die Bereitschaftsdienstzeiten. In den Städten Berlin und Frankfurt am Main sowie im gesamten Bundesland Bayern stehen der ärztliche Bereitschaftsdienst und damit auch die Rufnummer „116 117“ täglich 24 Stunden zur Verfügung.

## Abgrenzung von der Notfallambulanz der Krankenhäuser
Von der Notfallpraxis klar abzugrenzen sind die Notfallambulanzen der Krankenhäuser, die zwar ebenfalls an einem Krankenhaus angesiedelt sind, aber im Gegensatz zur Notfallpraxis vom jeweiligen Krankenhaus selbst betrieben werden.
Während zudem in der Notfallpraxis der niedergelassenen Ärzte nur nicht lebensgefährliche Erkrankungen behandelt werden können, steht in den Notfallambulanzen der Krankenhäuser in der Regel das gesamte Leistungsspektrum der Notfallmedizin bereit. Zur Entlastung der Notfallambulanzen ist es allerdings ratsam, diese nur außerhalb der Öffnungszeiten der regulären Arztpraxen und der Notfallpraxen oder nur in sehr schwerwiegenden Fällen aufzusuchen.

## Behandlungsspektrum
Das Behandlungsspektrum der Notfallpraxen beinhaltet nicht die zahnärztliche Notfallversorgung. Hierzu existieren gesonderte Rufnummern und separat organisierte zahnärztliche Bereitschaftsdienste.